# Stanisław Gorczyca (profesor)
Stanisław Gorczyca (ur. 10 czerwca 1925 w Przeciszowie, zm. 16 października 2000 w Krakowie) – profesor doktor habilitowany, pracownik AGH w Krakowie, dr honoris causa tej uczelni z 1994 roku. Pionier transmisyjnej mikroskopii elektronowej w Polsce, wieloletni prorektor AGH.

## Życiorys
W 1950 roku ukończył studia na Akademii Górniczo-Hutniczej w Krakowie. W tym samym roku został zatrudniony na tej uczelni na stanowisku starszego asystenta. W 1959 obronił pracę doktorską, w 1967 uzyskał stopień naukowy doktora habilitowanego. W 1973 został profesorem nadzwyczajnym, a w 1979 profesorem zwyczajnym. Był członkiem Komitetu Metalurgii oraz Komitetu Nauki o Materiałach w Wydziale IV Polskiej Akademii Nauk. Pełnił funkcję konsultanta Huty Bankowej, Huty Batory, Huty im. T. Sendzimira.
Uczestniczył w antykomunistycznych protestach studenckich w Krakowie w maju 1946. Należał do NSZZ „Solidarność”. W latach 1991–1994 był członkiem Unii Demokratycznej, a następnie Unii Wolności.
W 1998 prof. Stanisław Gorczyca otrzymał Nagrodę im. Tadeusza Sendzimira za osiągnięcia w dziedzinie badań metalurgicznych i nauk o materiałach. W ciągu swojej kariery naukowo-dydaktycznej wypromował 19 dysertacji doktorskich, a 62 recenzował.
Zmarł 16 października 2000, pochowany na cmentarzu Rakowickim (kwatera XLVI-11-28).

## Ordery i odznaczenia
- Krzyż Oficerski Orderu Odrodzenia Polski
- Krzyż Kawalerski Orderu Odrodzenia Polski
- Złoty Krzyż Zasługi
- Srebrny Krzyż Zasługi
- Medal 10-lecia Polski Ludowej (15 stycznia 1955)[9]
- Złota Odznaka „Za Pracę Społeczną dla miasta Krakowa” (1969)[10]
- Złota Odznaka Honorowa NOT
- Srebrna Odznaka Honorowa NOT
- Złota Odznaka Stowarzyszenia Inżynierów i Techników Przemysłu Hutniczego
- Srebrna Odznaka Stowarzyszenia Inżynierów i Techników Przemysłu Hutniczego

Źródło:.